# Torneig de les Amèriques femení
El Torneig de les Amèriques Femení és el campionat de bàsquet organitzat per la FIBA Amèrica, representant al continent americà de la Federació Internacional de Bàsquet on competeixen seleccions nacionals de bàsquet de tot el continent americà. Se celebra cada dos anys variant el seu objectiu. Serveix per a decidir les seleccions nacionals que, representant al continent americà, participaran en la següent edició del Campionat del Món de bàsquet femení o als Jocs Olímpics. Per a diferenciar-los s'acostuma a anomenar-los "pre-olímpic" i "pre-mundial".

## Historial
| Any                 | Final        | Final    | Final        | 3r - 4t lloc | 3r - 4t lloc | 3r - 4t lloc |
| Any                 | Or           | Resultat | Plata        | Bronze       | Resultat     | Quart lloc   |
| ------------------- | ------------ | -------- | ------------ | ------------ | ------------ | ------------ |
| · São Paulo 1989    | Cuba         | 87 - 84  | Brasil       | Canadà       | 71 - 63      | Estats Units |
| · São Paulo 1993    | Estats Units | 106 - 92 | Brasil       | Canadà       | 61 - 54      | Cuba         |
| · Hamilton 1995     | Canadà       | 80 - 73  | Cuba         | Puerto Rico  | Lligueta     | Argentina    |
| · São Paulo 1997    | Brasil       | 101 - 95 | Estats Units | Cuba         | 81 - 77      | Argentina    |
| · La Habana 1999    | Cuba         | 90 - 87  | Brasil       | Canadà       | 80 - 37      | Mèxic        |
| · São Luís 2001     | Brasil       | 88 - 83  | Cuba         | Argentina    | Lligueta     | Canadà       |
| · Culiacan 2003     | Brasil       | 90 - 81  | Cuba         | Canadà       | 71 - 34      | Mèxic        |
| · Hato Mayor 2005   | Cuba         | Lligueta | Brasil       | Canadà       | Lligueta     | Argentina    |
| · Valdivia 2007     | Estats Units | 101 - 71 | Cuba         | Brasil       | 73 - 41      | Argentina    |
| · Cuiabá 2009       | Brasil       | 71 - 48  | Argentina    | Canadà       | 59 - 49      | Cuba         |
| · Neiva 2011        | Brasil       | 74 - 33  | Argentina    | Canadà       | 59 - 46      | Cuba         |
| · Xalapa 2013       | Cuba         | 79 - 71  | Canadà       | Brasil       | 66 - 56      | Puerto Rico  |
| · Edmonton 2015     | Canadà       | 82 - 66  | Cuba         | Argentina    | 66 - 59      | Brasil       |
| · Buenos Aires 2017 | Canadà       | 67 - 65  | Argentina    | Puerto Rico  | 75 - 68      | Brasil       |

## Medaller
| Posició | Equip        | Or | Argent | Bronze | Total |
| ------- | ------------ | -- | ------ | ------ | ----- |
| 1       | Brasil       | 5  | 4      | 2      | 11    |
| 2       | Cuba         | 4  | 5      | 1      | 10    |
| 3       | Canadà       | 3  | 1      | 7      | 11    |
| 4       | Estats Units | 2  | 1      | 0      | 3     |
| 5       | Argentina    | 0  | 3      | 2      | 5     |
| 6       | Puerto Rico  | 0  | 0      | 2      | 2     |